# Церковь Благовещения Пресвятой Богородицы при бывших казармах Сапёрного батальона
Храм Благовещения Пресвятой Богородицы при бывших казармах Сапёрного батальона — православный храм в районе Сокольники, Восточного административного округа города Москвы. Относится к Воскресенскому благочинию Московской епархии.
Имеет статус Патриаршего подворья. Является главным храмом Воздушно-десантных войск Российской Федерации.

## История
В 1900 году вышло распоряжение о подготовке проекта типовой церкви для военных. К декабрю 1901 года такой проект был готов. Первый храм по этому проекту был построен в 1903 году в Петергофе. Всего в России было построено около десяти подобных церквей. Единственная такая церковь в Москве была построена при казармах Гренадерского сапёрного батальона. Освятили церковь 27 октября 1906 года. Церковь вмещала до 1000 человек. Она состояла из небольшого одноглавого четверика, просторного зала и колокольни. Звон колоколов из-за большого содержания в сплаве олова отличался от обычного и имел некий «деревянный» характер.
В 1923 году решением президиума Сокольнического райсовета здание церкви было передано военным для устройства клуба. Глава храма и верхняя часть колокольни были демонтированы. Затем в здании храма располагалась гауптвахта, а с 1965 года — узел фельдъегерской связи. 
В конце 1990-х годов приход в Красном Cеле безуспешно пытался добиться возвращения здания бывшего храма Русской православной церкви. В 2001 году священники, окормляющие ВДВ, инициировали переписку командования ВДВ с руководством Министерства обороны об освобождении здания под воинский храм. 2 июня 2004 года по просьбе командующего Воздушно-десантными войсками генерал-полковника Александра Колмакова патриарх Московский и всея Руси Алексий II учредил патриаршее подворье при штабе Воздушно-десантных войск в Сокольниках, в состав которого вошёл Благовещенский храм, а также другие храмы на территории воинских частей Воздушно-десантных войск, расквартированных в Москве или Подмосковье. Настоятелем храма в 2004-19 гг. был Михаил Васильев.
9 июля 2009 года состоялся чин освящения и воздвижения крестов на храм Благовещения Пресвятой Богородицы в Сокольниках, собор ВДВ России.
К августу 2013 года были завершены основные строительные работы, возведён мраморный иконостас, началась роспись сводов и стен.
19 декабря 2014 года патриарх Московский и всея Руси Кирилл совершил чин великого освящения и Божественную Божественную литургию в новоосвящённом храме.
14 декабря 2019 года храму присвоен статус главного храма Воздушно-десантных войск Российской Федерации. В храме будут проходить церемонии освящения боевых знамён, богослужения с участием военнослужащих. Священнослужители храма будут выезжать на полигоны и в районы проведения военных учений.